# Marta López Vilar
Marta López Vilar (Madrid, 1 de febrero de 1978) es una poeta, traductora de literatura, profesora de universidad y escritora española. Mantiene una activa participación en eventos culturales y literarios tales como el reparto del Premio Cervantes, encargándose de labores como crítica literaria o comentarista de radio (Cadena SER) entre otras.  

## Biografía
Creció en el barrio Villaverde de Madrid, acudía al Instituto San Cristóbal de Los Ángeles (Madrid) y finalizó sus estudios en la Universidad Complutense de Madrid en el 2002. Es licenciada en Filología Hispánica y dispone de amplios conocimientos de portugués, catalán y griego por lo cual ha realizado varias obras de traducción literaria de poesía catalana, portuguesa y griega contemporánea. Estudió lengua, literatura y filosofía neohelénicas en la Universidad de Atenas.  Es doctora en Literatura Española por la Universidad Autónoma de Madrid con una tesis sobre la mística y el simbolismo de las Elegies de Bierville de Carles Riba.
Por el libro De sombras y sombreros olvidados en 2003 obtuvo el premio “Blas de Otero” de poesía (Madrid, Amargord, 2007). En 2007 ganó el premio “Arte Joven de Poesía” de la Comunidad de Madrid por el libro La palabra esperada (Madrid, Hiperión, 2007). Su tercer poemario que llevará por nombre En las aguas de octubre está a punto de llegar a las librerías. Como traductora de literatura catalana ha realizado la edición y traducción de los libros Dos viajes al más allá (Madrid, ELR Ediciones, 2005) y las Elegías de Bierville de Carles Riba (Madrid, Libros del Aire, 2011). De igual forma ha publicado traducciones en catalán, portugués y griego en revistas como Salamandria, El Alambique, Hache o Revista Áurea. Sus poemas figuran en antologías como La voz y la escritura 2006 (Madrid, Sial, 2006), Hilanderas (Madrid, Amargord, 2006), Los jueves poéticos (Madrid, Hiperión, 2007) o En legítima defensa – Poetas en tiempos de crisis (Bartleby Editores, 2014).
Asimismo, es autora de artículos y crítica de su especialidad en revistas como Clarín, Ojos de papel, o Cuadernos Cervantes. 
Ha sido profesora de la Universidad de Alcalá, y en la actualidad es profesora de Filología Catalana en la Universidad Complutense de Madrid. Pasó un año en Debrecen (Hungría) como lectora nativa en un instituto bilingüe contribuyendo a la divulgación del idioma y cultura españoles en Europa Centro-Oriental.